# Taita-sólyom
A Taita-sólyom (Falco fasciinucha) a madarak osztályának sólyomalakúak (Falconiformes) rendjéhez, azon belül  a sólyomfélék (Falconidae) családjához tartozó faj.

## Rendszerezése
A fajt Anton Reichenow és Oscar Rudolph Neumann írták le 1895-ben. Magyar nevét a Kenyában lévő Taita-hegységről kapta, ahol először észlelték.

## Előfordulása
Afrika keleti és középső részén, Botswana, a Dél-afrikai Köztársaság, Etiópia, Kenya, Malawi, Mozambik, Szudán, Tanzánia, Uganda, Zambia és Zimbabwe területén honos.
Természetes élőhelyei a szubtrópusi és trópusi száraz erdők, szavannák és bokrosok, sziklás környezetben, valamint szántók és legelők. Állandó, nem vonul faj.

## Megjelenése
Testhossza 28 centiméter, testtömege 212-346 gramm.

## Táplálkozása
Főleg kisebb madarakkal táplálkozik.

## Természetvédelmi helyzete
Az elterjedési területe nagyon nagy, egyedszáma 500-1000 példány közötti és csökken. A Természetvédelmi Világszövetség Vörös listáján sebezhető fajként szerepel.